# Regiment de Sant Vicenç Ferrer
Durant el segle xvii, en el marc de la Guerra de Separació del 1640-1652 (la mal anomenada Guerra dels Segadors) s’alçaren les primeres unitats irregulars de fusellers de muntanya, primerament amb el nom d'Almogàvers i després amb el de Miquelets, amb el que entrarien a la memòria col·lectiva fins als nostres dies.
És al segle xviii en el marc de la Guerra de Successió a la Corona Hispànica (1705-1714) que es comencen a enquadrar els Miquelets com a unitats Reglades d'Infanteria lleugera de l'Exèrcit Català i sota el nom de Fusellers de Muntanya.
La visió que d'ells ens ha arribat els presenten com ferotges lluitadors molt ben preparats en l'ús de les armes, despietats amb els enemics, capaços de fer ràpids desplaçaments, especialitzats en les emboscades i els cops de mà, acostumats a viure sobre el terreny sens necessitat d'una gran logística, el qual implicava moltes vegades de ser considerats com a bandolers.
Però en una època d'exèrcits professionals que lluitaven per una paga, els Miquelets aportaren el seu sacrifici en defensa del País, les Constitucions i les Llibertats comunes sens rebre gairebé paga la major part del temps, tot i saber que en cas de ser capturats serien automàticament ajusticiats, en no ser considerats com a combatents per part de les tropes Borbòniques.